# O' Valley
O' Valley là một thị xã panchayat của quận The Nilgiris thuộc bang Tamil Nadu, Ấn Độ.

## Nhân khẩu
Theo điều tra dân số năm 2001 của Ấn Độ, O' Valley có dân số 24.800 người. Phái nam chiếm 50% tổng số dân và phái nữ chiếm 50%. O' Valley có tỷ lệ 70% biết đọc biết viết, cao hơn tỷ lệ trung bình toàn quốc là 59,5%: tỷ lệ cho phái nam là 77%, và tỷ lệ cho phái nữ là 64%. Tại O' Valley, 13% dân số nhỏ hơn 6 tuổi.